# David Kenny (Leichtathlet, 1999)
David Kenny (* 10. Januar 1999) ist ein irischer Geher.

## Sportliche Laufbahn
David Kenny bestritt im Jahr 2017 seine ersten Wettkämpfe im Gehen gegen die nationale Konkurrenz. 2018 wurde er im Juni Irischer U20-Meister über 5000 Meter und konnte einen Monat später auf der doppelten Distanz die Silbermedaille bei den nationalen Meisterschaften der Erwachsenen gewinnen. Im Dezember bestritt er seinen ersten Wettkampf über 20 km in 1:29:50 h. 2019 trat er beim Europäischen Geher-Cup in Litauen an und belegte mit neuer Bestzeit den 31. Platz. Im Juli nahm er zum ersten Mal an den U23-Europameisterschaften teil und belegte in Schweden mit Bestzeit von 1:25:43 h den neunten Platz. 2020 gewann Kenny sowohl über 10.000 Meter als auch über 20 km jeweils seine ersten nationalen Meistertitel. Über 20 km steigerte er sich dabei auf 1:23:07 h. 2021 stellte er im März in der Slowakei mit 1:23:06 h eine neue Bestzeit auf und qualifizierte sich damit für die Olympischen Sommerspiele in Tokio. Vorher ging er im Juli in Tallinn zum zweiten Mal bei den U23-Europameisterschaften an den Start. Dabei konnte der vom ehemaligen Weltmeister über 50 km, Robert Heffernan, trainierte Athlet die Silbermedaille und damit die erste Medaille Irlands bei U23-Europameisterschaften in dieser Disziplin gewinnen. Bei den Olympischen Spielen Anfang August erreichte er in 1:26:54 h als 29. das Ziel.
2022 nahm er in den USA an seinen ersten Weltmeisterschaften teil. Bei seinem WM-Debüt belegte er über 20 km den 39. Platz. 2023 trat er in Budapest erneut bei den Weltmeisterschaften an, wobei er den Wettkampf über 20 km nicht beenden konnte.

## Wichtige Wettbewerbe
| Jahr               | Veranstaltung             | Ort                | Platz              | Disziplin          | Zeit               |
| Startet für Irland | Startet für Irland        | Startet für Irland | Startet für Irland | Startet für Irland | Startet für Irland |
| ------------------ | ------------------------- | ------------------ | ------------------ | ------------------ | ------------------ |
| 2019               | U23-Europameisterschaften | Gävle              | 9.                 | 20 km Gehen        | 1:25:43 h          |
| 2021               | U23-Europameisterschaften | Tallinn            | 2.                 | 20 km Gehen        | 1:25:50 h          |
| 2021               | Olympische Sommerspiele   | Tokio              | 29.                | 20 km Gehen        | 1:26:54 h          |
| 2022               | Weltmeisterschaften       | Eugene             | 39.                | 20 km Gehen        | 1:31:23 h          |
| 2023               | Weltmeisterschaften       | Budapest           |                    | 20 km Gehen        | DNF                |

## Persönliche Bestleistungen
Freiluft
- 3000-m-Bahngehen: 11:21,27 min, 29. Januar 2023, Athlone
- 5000-m-Bahngehen: 19:11,42 min, 18. Februar 2023, Dublin
- 10.000-m-Bahngehen: 40:20,63 min, 30. Juli 2023, Dublin
- 10-km-Gehen: 40:20 min, 5. August 2020, Göteborg
- 20-km-Gehen: 1:19:44 h, 2. April 2022, Poděbrady

Halle
- 3000-m-Gehen: 11:21,27 min, 29. Januar 2023, Athlone
- 5000-m-Gehen: 19:11,42 min, 18. Februar 2023, Dublin